# San Jose Diridon
San Jose Diridon (ang: Diridon Station) – stacja kolejowa w San José, w stanie Kalifornia, w Stanach Zjednoczonych. Służy również jako centrum tranzytowe dla hrabstwa Santa Clara i Doliny Krzemowej. Będzie obsługiwana przez Bay Area Rapid Transit, gdy rozbudowa odcinka BART do Doliny Krzemowej zostanie oddana.
Stacja jest obsługiwana przez Caltrain, ACE, Szybki tramwaj, Amtrak i w przyszłości przez BART. Jest obsługiwana również przez California Shuttle Bus, Amtrak Thruway Bus, Monterey-Salinas Transit, San Benito Transit, Santa Cruz Metro (Highway 17 Express), SMART, lokalnie VTA. Stacja ta obsługuje San Francisco przez Caltrain.
Stacja znajduje się na Union Pacific Railroad Coast Line (dawniej Southern Pacific) na 65 Cahill Street w San Jose. Dworzec jest notowany w National Register of Historic Places ze względu na jego włoski styl neorenesansu i znaczenie historyczne.